# Гаверн, Джейсон
Джейсон Гаверн (англ. Jason Gavern; 24 апреля 1977, Гаррисонберг, Виргиния, США) — американский боксёр-профессионал, выступавший в тяжёлой весовой категории, джорнимен.
В поединках встречался со многими известными боксёрами и в том числе с современными чемпионами мира такими как: Деонтей Уайлдер и Энтони Джошуа.

## Биография
Работал полицейским в штате Орландо.

## Любительская карьера
Соревновались в 2000 году на восточной Олимпийских игр в супертяжёлом весе.
Чемпион 2001 Пенсильвания Супертяжёлом Весе «Золотые Перчатки».
Четвертьфиналист 2001 чемпионата (США) в супертяжёлом весе.
Выиграл бронзовую медаль на национальном 2001 «Золотые перчатки» (НГГ) чемпионат в супертяжёлом весе.
Завершена 2001 году Национальной полицейской спортивной лиги в супертяжёлом весе, проиграв Джейсон Эстрада.
Четвертьфиналист в 2002 году на чемпионате США в супертяжёлом весе, проиграв Джейсон Эстрада.
Завоевал серебряную медаль в 2002 году на американский боксерский турнир в супертяжёлом весе, проиграв Джордж Гарсиа.
Завоевал бронзовую медаль в 2002 году на НГГ в супертяжёлом весе, проиграв Малькольм Танн.

## Профессиональная карьера

#### Бой с Трэвисом Уокером
В сентябре 2005 года, Уолкер свёл в ничью бой с Джейсоном Гаверном

#### Бой с Джонатоном Бэнксом
29 мая 2010 года в бою за титул   NABF   встретился с Джонатоном Бэнксом. Раздельным решением судей была присуждена ничья (113-113, 112-114, 115-111).

#### Бой с Олегом Маскаевым
Олег Маскаев одержал победу единогласным решением судей в поединке с 36-летним американцем Джейсоном Гаверном. Поединок продлился все запланированные раунды. Гаверн сумел дать Маскаеву конкурентный бой. В восьмом раунде с Гаверна было снято 1 очко за удары по затылку. В девятом раунде американец мощным ударом слева отправил Маскаева в нокдаун. Счет судейских записок: 98-90, 97-94, 96-93 все в пользу Маскаева.

#### Бой с Джеймсом Тони
14 ноября 2013  года в полуфинале турнира Prizefighter встретился с Джеймсом Тони. Гаверн победил решением большинства  судей в 3-раундовом бою.

#### Бой с Деонтеем Уайлдером
16 августа 2014 года Джейсон Гаверн встретился с перспективным небитым американским тяжеловесом Деонтеем Уайлдером (31-0). Уайлдер владел заметным преимуществом с самого начала боя, отправлял Гаверна на настил ринга в 3-м и 4-м раундах, и перед 5-м раундом угол Гаверна отказался от продолжения боя.

#### Бой с Энтони Джошуа
4 апреля 2015 года в Лондоне (Англия) Джейсон Гаверн встретился с олимпийским чемпионом 2012 года 25-летним британцем Энтони Джошуа (10-0). Джошуа дважды отправлял своего соперника в нокдаун во 2-м раунде и дважды в 3-м. И в результате Джошуа одержал одиннадцатую победу на профессиональном ринге, нокаутировав Гаверна в 3-м раунде.

### Возвращение в бокс
Спустя 7 лет вернулся в сентябре 2023 года и проиграл другому джорнимэну Кевину Джонсону по итогам 4 раундов боя единогласным решением судей. Бой проходил в Набережных Челнах в рамках международной матчевой встречи «Бокс на Каме».
15 декабря 2023 года в Челябинске на турнире "Бойцовский клуб РЕН ТВ" сразился по боксу с бойцом на голых кулаках Павлом Шульским. По итогам 4-х раундов единогласным решением судей победу одержал Шульский.